# Dulus dominicus
La cigua palmera (Dulus dominicus) es una especie de ave paseriforme  de la familia monoespecífica (con una sola especie) Dulidae.  Se piensa que está relacionada con la familia Bombycillidae y a veces es incluida en ese grupo. Es endémica de la isla de La Española (donde se encuentran Haití y la República Dominicana) y en los cayos y pequeñas islas adyacentes, donde es común y distribuida ampliamente.
El nombre dolus significa "esclavo" en su raíz Griega, mientras que su nombre en francés es "esclave palmiste" (esclavo de la palma). Esto se debe a que desde los 3 meses de edad ya tienen que colaborar en la creación de los nidos.

## Taxonomía
Dulus es una familia monoespecífica que tuvo que ser creada tras el descubrimiento de la cigua palmera. Esto se debe a que este ave no puede ser identificada con ninguna otra especie. Es importante tener en cuenta que no hay más de 10 familias monoespecíficas en todo el mundo.
Los científicos no logran explicar como un ave tan singular tan solo reside en la isla de Quisqueya. Debido a dicho enigma, el museo de historia natural de Washington tiene un diorama exclusivo para este ave.
La subclase de este ave es Neornithes debido a su cola fundida. Además, es del orden Paseriformes y,  al ser un ave voladora, pertenece al superorden Neognathae.

## Características

### Aspecto
Se parecen en la estructura a las oropéndolas, con el dorso parduzco y el vientre anteado, densamente rayado de castaño. No tienen el plumaje suave sedoso de las especies de Bombycillidae o de Ptilogonatidae.
Es una especie pequeña, de unos 20 cm de largo.
Su parte superior es de un color cercano al gris o marrón olivo, mientras que sus alas tienen un toque verde, la cabeza es más oscura que el resto del cuerpo. La parte inferior de su cuerpo es amarillo pálido con rayas marrones.
Su pico es fuerte, mientras que sus dedos son largos.
Es muy difícil distinguir entre macho y hembra. A día de hoy son considerados indénticos.

### comportamiento
La cigua palmera es un ave muy activa. Si no vuela, camina dando saltitos. Es un animal muy sociable, normalmente varias parejas se unen para formar un nido que posteriormente compartirán. Es muy frecuente ver a este ave cantar, es por ello por lo que se le define como un animal alegre y simpático.

## Reproducción y construcción de nidos
Estas aves construyen grandes nidos comunales de ramas, principalmente en palmas reales (Roystonea borinquena). Los nidos suelen estar formados por de tres a seis parejas. Los huevos no se mezclan ya que cada familia forma su propia sección comunicada por túneles interiores dentro del propio nido. La estructura que forman es tan perfecta que es común que otras especies de aves se apropien de estos.
Ponen de 2 a 4 huevos y el periodo de incubación es de 14 a 16 días. Se pueden reproducir a lo largo de todo el año.

## Alimentación y caza
Se alimentan del fruto de la palma, flores, bayas y otros frutos. También lo hacen con insectos pequeños y lombrices, que normalmente cazan en pleno vuelo. Mediante sus actividades de alimentación, ayudan tanto a polinizar como a realizar un control de plagas.

## Hábitat
Viven en tierras bajas a elevaciones medias donde se encuentran las sabanas de palmas u otras áreas abiertas con árboles dispersos, pero también se adaptan bien a parques y jardines de ciudades.

## Ave nacional de República Dominicana.
Es el ave nacional de la República Dominicana desde 1987 con el decreto 31 del 14 de enero de 1987. Aunque hubo una cierta polémica con dicha declaración, el motivo reside en lo única que es esta especie desde un punto de vista taxonómico y reproductivo.